# Ladies' Code
Ladies' Code (hangul: 레이디스 코드) är en sydkoreansk tjejgrupp bildad 2013 av Polaris Entertainment.
Gruppen består av de tre medlemmarna Sojung, Ashley och Zuny.

## Karriär

### Bad Girl
Gruppen gjorde sin debut med "Bad Girl" den 7 mars 2013 i programmet M! Countdown och samma dag släpptes deras första album CODE#01. "Bad Girl" har nått plats 34 på Gaon Chart och låtens musikvideo har fler än en miljon visningar på Youtube.

### Hate You
Den 6 augusti 2013 gjorde gruppen comeback med sin nya singel "Hate You". Samtidigt fick de sitt första reklamkontrakt och kommer att vara modeller i en reklamfilm för Pepsi. "Hate You" debuterade på plats 13 på Gaon Chart den 10 augusti och videon har fler än en miljon visningar på Youtube.

### Pretty Pretty
Den 20 augusti 2013 avslöjades det att gruppen snart skulle släppa sitt andra minialbum CODE#02, samt den nya singeln "Pretty Pretty". Till skillnad från den nyligen släppta "Hate You" har det nya materialet ett ljusare koncept. Teaserbilder inför släppet påminde till viss del om Ailees hitlåt "I'll Show You". Den första teaservideon släpptes den 28 augusti och antydde på att det skulle vara en upptempolåt. Den första teasern för musikvideon till "Pretty Pretty" släpptes den 1 september och hela videon hade premiär den 4 september. Videon har visats fler än en miljon gånger på Youtube. Den manliga sångaren som hörs i låten är Yang Dong-geun. Det nya minialbumet släpptes dagen därpå den 5 september och är producerat av Super Changddai som tidigare låg bakom gruppens debutsingel "Bad Girl". Skivan innehåller totalt 5 låtar och inkluderar både "Hate You" och "Pretty Pretty", samt den instrumentala versionen av den senare. Även två nya låtar med titlarna "Polaris Club" och "I'm Fine Thank You" finns med på albumet. Gruppen gjorde sitt första liveframträdande efter sin comeback med "Pretty Pretty" den 5 september i M! Countdown. De fortsatte att marknadsföra singeln genom att framträda i Music Bank den 6 september, Show! Music Core den 7 september och Inkigayo den 8 september. För veckan som slutade den 7 september nådde "Pretty Pretty" plats 34 på Gaon Charts singellista och CODE#02 plats 14 på Gaon Charts albumlista.

### Bilolyckan
Efter ett framträdande den 2 september 2014 var medlemmarna med i en bilolycka och Eunbi avled direkt (01:30 den 3). De andra fyra medlemmarna fördes till ett sjukhus i Seoul. RiSe och Sojung var båda svårt skadade medan Ashley och Zuny mest var i extrem chock. 
Sojung vaknade redan senare samma dag men det beslutades att Eunbis död skulle hållas hemlig för henne tills hon opererats då de på Polaris entertainment var rädda att hon inte skulle klara av sin kommande operation med vetskapen om dödsfallet. Sojung började ana att något var fel då folk kom till sjukhuset iförda svarta kläder redan dagen efter men hon fick reda på nyheterna först den 6 september när hon, efter operationen, var stabil nog att själv titta på nyheterna. 
Eunbis begravning hölls klockan 08:00 den 5 september och både Zuny och Ashley kom dit. RiSe var fortfarande medvetslös och Sojung visste fortfarande inte om det, varför ingen av dem dök upp.
RiSe avled klockan tio över tio den 7 september 2014 på grund av extrema skador både utanpå och inuti huvudet. Hennes begravning hölls den 9 september och den här gången kom alla levande medlemmar dit, Sojung kunde dock inte gå själv och behövde sitta i rullstol.

## Medlemmar

### Nuvarande
| Artistnamn   | Artistnamn | Födelsenamn  | Födelsenamn | Födelsedatum                                | Medlemstid |
| Romanisering | Hangul     | Romanisering | Hangul      | Födelsedatum                                | Medlemstid |
| Nuvarande    | Nuvarande  | Nuvarande    | Nuvarande   | Nuvarande                                   | Nuvarande  |
| ------------ | ---------- | ------------ | ----------- | ------------------------------------------- | ---------- |
| Ashley       | 애슐리     | Choi Bit-na  | 최빛나      | 9 november 1991                             | 2013-idag  |
| Sojung       | 소정       | Lee So-jung  | 이소정      | 3 september 1993                            | 2013-idag  |
| Zuny         | 주니       | Kim Joo-mi   | 김주미      | 8 december 1994                             | 2013-idag  |
| Tidigare     |            |              |             |                                             |            |
| EunB         | 은비       | Go Eun-bi    | 고은비      | 23 november 1992 † 3 september 2014 (21 år) | 2013-2014  |
| Rise         | 리세       | Kwon Ri-se   | 권리세      | 16 augusti 1991 † 7 september 2014 (23 år)  | 2013-2014  |

## Diskografi

### Album
| Albuminformation                                            | Topplacering          |
| Albuminformation                                            | Sydkorea (Gaon Chart) |
| ----------------------------------------------------------- | --------------------- |
| Code#01 Bad Girl (EP-skiva) - Släppt: 7 mars 2013           | 11                    |
| Code#02 Pretty Pretty (EP-skiva) - Släppt: 6 september 2013 | 14                    |
| Kiss Kiss (Singelalbum) - Släppt: 7 augusti 2014            | 4                     |
| Myst3ry (Singelalbum) - Släppt: 24 februari 2016            | 14                    |
| Strang3r (EP-skiva) - Släppt: 13 oktober 2016               | 16                    |

### Singlar
| År   | Titel                         | Topplacering          |
| År   | Titel                         | Sydkorea (Gaon Chart) |
| ---- | ----------------------------- | --------------------- |
| 2013 | "Bad Girl"                    | 34                    |
| 2013 | "Hate You"                    | 13                    |
| 2013 | "Pretty Pretty"               | 16                    |
| 2014 | "So Wonderful"                | 14                    |
| 2014 | "Kiss Kiss"                   | 50                    |
| 2014 | "I'm Fine Thank You"          | 3                     |
| 2015 | "I'll Smile Even If It Hurts" | 18                    |
| 2016 | "Galaxy"                      | 36                    |
| 2016 | "The Rain"                    | —                     |